# Latrodectus indistinctus

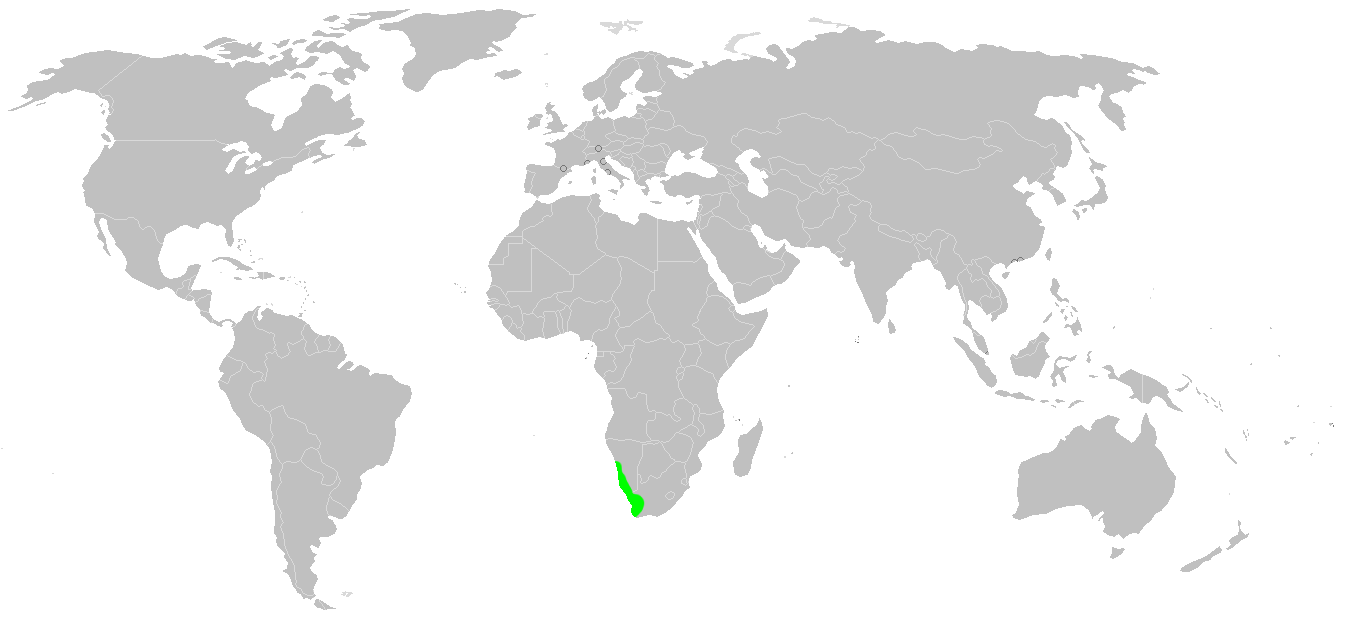
Het leefgebied van de L. indistinctus.

Latrodectus indistinctus, ook wel zwarte kogelspin genoemd, is een spin uit de familie der kogelspinnen. Ze komt enkel voor in Zuid-Afrika en Namibië, aan de westkust.
Op het abdomen heeft deze spin een kleine felrode vlek. De rest van het cephalothorax is compleet zwart. Het abdomen, dat bezaaid is met kleine witte puntjes, eindigt in een spitse punt, waar de spintepels zitten.